# DonnaStage
Donna Stage war eine Veranstaltungsreihe anlässlich des 100-jährigen Weihejubiläums des Linzer Mariendoms 2024. Rund zwanzig Veranstaltungen fanden in Form von Workshops, Vorträgen und Kunstprojekten statt. Idee und Konzept entwickelten Anna Minta und Martina Resch von der Katholischen Privatuniversität Linz. Kuratiert wurde die Ausstellung von der Kunsthistorikerin Martina Gelsinger von der Diözese Linz.
Acht Künstlerinnen – Monika Pichler, Esther Strauß, Katharina Struber, Elisabeth Altenburg, Elke Punkt Fleisch, Sophie Reyer, Judith Huemer und Bernadette Huber – waren eingeladen sich den Themen Heilige Familie sowie dem heutigen Rollenverständnis für Frauen und Geschlechtergerechtigkeit künstlerisch kritisch zu widmen und neue Betrachtungsweisen aufzuzeigen sowie zu Diskussionen anzuregen. Die Ergebnisse der künstlerischen Betrachtungen wurden in sieben Einzelausstellungen und einer szenischen Lesung gezeigt. Für die Präsentation der Kunstprojekte wurde die Turmkapelle West zum Kunst- und Ausstellungsraum umgestaltet.

## Künstlerische Positionen zur Heiligen Familie
Monika Pichler schuf in ihrer Arbeit im garten der frauen einen Raum zum Verweilen. Sie präsentierte 100 Siebdrucke mit Familienportraits von verstorbenen und lebenden Frauen, Fliegenpilzpolster auf Baumstümpfen und einen Gartenteppich. Zusätzlich legte Pichler Bücher von ihren Lieblingsautorinnen, die sich in ihren Texten mit Frauen auseinandersetzen, auf. Die Besucher waren eingeladen, im Kirchenraum zu verweilen und innezuhalten.
Esther Strauß entwarf die Skulptur crowning, eine Statue der gebärenden Maria, die von der Bildhauerin Theresa Limberger ausgeführt wurde. Diese Arbeit führte zu kontroversen Diskussionen. Am vierten Tag der Ausstellung wurde die Figur in einem Vandalismusakt von unbekannten Tätern zerstört, indem der Kopf der Statue abgesägt und entwendet wurde.
Katharina Struber schuf die Raum- und Audioinstallation They call me Mama. Die Besucher konnten sich durch Rohre, die sich von oben durch den Kapellenkranz nach unten schlängelten, Texte anhören.
Elisabeth Altenberg zeigte die textile Rauminstallation rot/braun/gelb/gemeinsam, in der vierzig textile Objekt in den Farben rot, braun und gelb schwebend im Raum hingen.
Elke Punkt Fleisch präsentierte in ihrer Arbeit Umstellung mit Asche glasierte Keramikobjekte und acht Tische mit Systembrettern.
Die Autorin Sophie Reyer gestaltete entlang der Kreuzwegstationen die szenische Lesung Jungfrau von morgen gemeinsam mit den Schauspielerinnen Barbara Novotny und Gemma Vannuzzi.
Judith Huemer ließ den Schriftzug werden in Glas, Neon und Aluminium anfertigen und im Kirchenraum schweben.
Bernadette Huber zeigte die Videoinstallation Die neue Familie. Sie positionierte ein übergroßes Mobiltelefon als Fetischobjekt der Gegenwart auf einem Podest. Die Besucher waren aufgefordert, sich auf dem Polster vor dem Podest niederzuknien. Erst durch das Niederknien wurde die Ton- und Bildinstallation auf dem Telefon ausgelöst. Auch diese Arbeit wurde von unbekannten Tätern vandalisiert.

## Publikation
- DonnaStage. Künstlerische Positionen zur Heiligen Familie. Herausgeberinnen: Anna Minta und Martina Resch. Katholische Privat-Universität Linz, Martina Gelsinger, Diözese Linz, Karin Imlinger-Bauer, Mariendom Linz; 2024.